# Eudorylas liberia
Eudorylas liberia är en tvåvingeart som beskrevs av Charles Howard Curran 1929. Eudorylas liberia ingår i släktet Eudorylas och familjen ögonflugor.
Artens utbredningsområde är Liberia. Inga underarter finns listade i Catalogue of Life.